# Landkreis Malchin
| Basisdaten            | Basisdaten    |
| --------------------- | ------------- |
| Bestandszeitraum      | 1933–1952     |
| Verwaltungssitz       | Malchin       |
| Einwohner             | 58.423 (1939) |
| Gemeinden             | 144 (1939)    |
| Karte von Mecklenburg |               |
|                       |               |

Der Landkreis Malchin war von 1933 bis 1952 ein Landkreis in Mecklenburg. Der Kreissitz befand sich in Malchin. Das Kreisgebiet gehört heute zu den Landkreisen Rostock und Mecklenburgische Seenplatte in Mecklenburg-Vorpommern.

## Geschichte
Das Amt Malchin wurde 1925 in Mecklenburg-Schwerin aus dem alten Amt Malchin sowie den Ämtern Dargun und Stavenhagen gebildet. 1933 wurde aus dem Amt Malchin der Kreis Malchin. Mecklenburg-Schwerin wurde mit Mecklenburg-Strelitz 1934 zu einem Land Mecklenburg vereinigt. Am 1. April 1937 wurde die aus den Gemeinden Pinnow, Rottmannshagen und Zettemin bestehende Exklave des preußischen Kreises Demmin in den Kreis Malchin umgegliedert.
Nach dem Zweiten Weltkrieg wurde die Bezeichnung des Kreises in Landkreis Malchin geändert. Der Landkreis gehörte nun zum Land Mecklenburg-Vorpommern in der Sowjetischen Besatzungszone. Der Name des Landes wurde 1947 in Mecklenburg geändert. Seit 1949 gehörte es zur DDR.
Zu einer ersten Änderung der Kreisgrenzen kam es am 1. Dezember 1948, als die Gemeinden Kummerow und Leuschentin aus dem Landkreis Demmin den Landkreis Malchin wechselten. Zu weiteren Gebietsänderungen kam es bei der ersten Kreisreform in der DDR am 1. Juli 1950:
- Die Gemeinde Grammentin wechselte aus dem Landkreis Demmin in den Landkreis Malchin.
- Die Gemeinden Upost und Warrenzin wechselten aus dem Landkreis Malchin in den Landkreis Demmin.
- Die Gemeinden Blankenhof, Breesen, Gädebehn, Gevezin, Kalübbe, Klein Helle, Pinnow b. Kleeth und Woggersin wechselten aus dem Landkreis Malchin in den Landkreis Neubrandenburg.
- Die Gemeinden Groß Varchow und Varchentin wechselten aus dem Landkreis Malchin in den Landkreis Waren.

Bei der Gebietsreform am 25. Juli 1952 wurde das Land Mecklenburg aufgelöst und der Landkreis Malchin aufgeteilt:
- Die Gemeinden Kriesow, Luplow, Mölln und Rosenow kamen zum neuen Kreis Altentreptow.
- Die Städte Gnoien und Teterow sowie die Gemeinden Alt Sührkow, Altkalen, Appelhagen, Behren-Lübchin, Boddin, Bristow, Duckwitz, Finkenthal, Groß Köthel, Groß Nieköhr, Groß Wüstenfelde, Jördenstorf, Klenz, Kleverhof, Lelkendorf, Levitzow, Lühburg, Poggelow, Remlin, Sukow-Marienhof, Thürkow und Walkendorf kamen zum neuen Kreis Teterow.
- Das Kerngebiet des Kreises bestand als Kreis Malchin fort.
- Die Kreise Altentreptow, Malchin und Teterow wurden dem Bezirk Neubrandenburg zugeordnet.

## Politik

### Landdroste
1926–9999 Johannes Bornhöft

### Amtshauptmänner/Landräte
1926–1945 Willy Burmeister

## Einwohnerentwicklung
| Einwohner | 1925 (Amt) | 1933   | 1939   | 1946   |
| --------- | ---------- | ------ | ------ | ------ |
|           | 57.650     | 58.024 | 58.423 | 98.792 |

Die Einwohnerzahlen der Städte des Landkreises im Jahre 1939:
| Dargun      | 2.311 |
| Gnoien      | 3.757 |
| Malchin     | 7.204 |
| Neukalen    | 2.070 |
| Stavenhagen | 4.177 |
| Teterow     | 7.816 |

## Städte und Gemeinden
Im Jahre 1939 umfasste der Landkreis Malchin sechs Städte und 138 weitere Gemeinden:
| - Altkalen - Alt Sührkow - Alt Vorwerk - Altbauhof - Appelhagen - Bäbelitz - Barlin - Basedow - Behren-Lübchin - Blankenhof - Bobbin - Boddin - Borgfeld - Bredenfelde - Breesen - Briggow - Bristow - Brudersdorf - Burg Schlitz - Clausdorf - Dalwitz - Damm - Darbein - Dargun, Stadt - Demzin - Deven - Dölitz - Dörgelin - Duckwitz - Faulenrost - Finkenthal - Friedrichshof - Fürstenhof - Gädebehn - Galenbeck - Gehmkendorf | - Gevezin - Gielow - Glasow - Gnoien, Stadt - Gorschendorf - Gottesgabe - Grambzow - Granzow - Groß Helle - Groß Köthel - Groß Lunow - Groß Markow - Groß Methling - Groß Nieköhr - Groß Varchow - Groß Wüstenfelde - Gülzow - Gützkow - Hohen Mistorf - Holz Lübchin - Hungerstorf - Ivenack - Jördenstorf - Jürgenstorf - Kalübbe - Kämmerich - Kastorf - Kittendorf - Kleeth - Klein Helle - Klein Lunow - Klein Methling - Klein Nieköhr - Klein Wüstenfelde - Klenz - Kleverhof | - Klockow - Kölpin - Kriesow - Krummsee - Küsserow, Dorf - Küsserow, Hof - Kützerhof - Lehnenhof - Lelkendorf - Levin - Levitzow - Lüchow - Lühburg - Luplow - Malchin, Stadt - Markow - Mölln - Neu Nieköhr - Neu Panstorf - Neu Sührkow - Neubauhof - Neue Bauhof - Neukalen, Stadt - Niendorf - Pinnow b. Kleeth - Pinnow b. Stavenhagen - Poggelow - Pohnstorf - Pribbenow - Quitzenow - Remlin - Remplin - Repnitz - Rey - Rittermannshagen - Ritzerow | - Rosenow - Rottmannshagen - Salem - Samow - Scharpzow - Schlakendorf - Schorrentin - Schwandt - Schwarzenhof - Schwinkendorf - Stavenhagen, Stadt - Stavenhof - Stierow - Stubbendorf - Sukow-Marienhof - Sülten - Tarnow - Teschow - Teterow, Stadt - Thürkow - Todendorf - Tüzen - Upost - Varchentin - Viecheln - Vietschow - Wagun - Walkendorf - Warbelow - Warrenzin - Warsow - Woggersin - Wolde - Wolkow - Wrodow - Zettemin |

In den 1930er Jahren fanden mehrere Eingemeindungen statt:
- Alt Pannekow, 1935 zu Granzow
- Bukow, 1939 zu Neu Sührkow
- Friedrichsruh, 1939 zu Gädebehn
- Gülitz, 1939 zu Gorschendorf
- Sülten, Hof, 1939 zu Sülten
- Klein Köthel, 1939 zu Groß Köthel
- Knorrendorf, 1937 zu Kleeth
- Schlackendorf, 1938 zu Jördenstorf
- Schönenkamp, 1939 zu Schorrentin
- Schrödershof, 1938 zu Jördenstorf
- Schwasdorf, 1938 zu Jördenstorf
- Wasdow, 1939 zu Quitzenow